# Donata Rimšaitė
Donata Rimšaitė (in russo Доната Римшайте?, Donata Rimšajte; Vilnius, 29 gennaio 1988) è una pentatleta lituana naturalizzata russa dal 2011.

## Palmarès
In carriera ha conseguito i seguenti risultati:
- Mondiali

Kaohsiung 2013: bronzo nell'individuale e nella staffetta.
Mosca 2016: oro nella staffetta mista.
- Europei

Mosca 2008: oro nella gara a squadre e nella staffetta.
Sofia 2012: oro nella gara a squadre e nella staffetta.
Székesfehérvár 2014: bronzo nell'individuale.